# فيتوريو نيجري
فيتوريو نيجري هو منتج أسطوانات إيطالي، ولد في 16 أكتوبر 1923، وتوفي في 9 أبريل 1998.

## وصلات خارجية
- فيتوريو نيجري على موقع ميوزك برينز (الإنجليزية)
- فيتوريو نيجري على موقع أول ميوزيك (الإنجليزية)
- فيتوريو نيجري على موقع ديسكوغز (الإنجليزية)
- فيتوريو نيجري على موقع ديسكوغز (الإنجليزية)